# Agrotera ornata
Agrotera ornata là một loài bướm đêm trong họ Crambidae.